# وان‌پلاس ۹
وان‌پلاس ۹ (انگلیسی: OnePlus 9) و وان‌پلاس ۹ پرو گوشی‌های هوشمند اندرویدی هستند که توسط وان‌پلاس تولید می‌شوند که در ۲۳ مارس سال ۲۰۲۱ رونمایی شدند. وان‌پلاس برای ارتقای کیفیت دوربین این گوشی‌ها از هاسلبلاد کمک گرفته‌است.

## مشخصات

### سخت‌افزار
هر دو گوشی مشخصات سخت‌افزاری یکسانی دارند، هر دو با سی‌پی‌یوی اسنپ‌دراگون ۸۸۸ و جی‌پی‌یوی آدرنو ۶۶۰ و با حافظه داخلی ۱۲۸ یا ۲۵۶ گیگابایت عرضه می‌شوند. رابط تی‌آراس از این گوشی‌ها حذف شده‌است.

#### طراحی
۹ و ۹ پرو دارای طراحی‌های مشابهی به نسل قبلی خود، وان‌پلاس ۸ و ۸ پرو هستند، با شیشه محافظ گوریلا گلس ۵ در جلو و عقب، و یک دوربین سلفی «حفره‌ای» در گوشه سمت چپ بالای نمایشگر. نمایشگر وان‌پلاس ۹ تخت است، اما نمایشگر وان‌پلاس ۹ پرو خمیده شده‌است. تنها ۹ پرو درجه مقاومت دارد (IP68)، اما وان‌پلاس ادعا کرده‌است که نسخه عادی نیز در برابر آب مقاوم است، با این وجود نسخه عادی هیچ گواهی رسمی IP ندارد. وان‌پلاس ۹ و ۹ پرو در سه رنگ مختلف ارائه می‌شوند. جنس فریم پشتی وان‌پلاس ۹ و ۹ پرو از شیشه است و به‌دلیل براق بودن لک پذیر است.

#### نمایشگر
هر دو گوشی وان‌پلاس ۹ و ۹ پرو دارای یک صفحه نمایش آمولد با یک نرخ نوسازی تطبیقی ۱۲۰ هرتز هستند (به معنی این که نرخ تازه سازی براساس فعالیت تنظیم شده‌است). وان‌پلاس ۹ دارای یک صفحه نمایش فول اچ‌دی ۶٫۵۵ اینچی و با چگالی پیکسل ۴۰۲ ppi است، در حالی که نسخه پرو یک صفحه نمایش ۶٫۷ اینچی و چگالی پیکسل ۵۲۵ ppi دارد. ۹ پرو یک عمق رنگ ۱۰ بیتی دارد که به آن اجازه می‌دهد مانند نسل پیشین خود تا ۱ میلیارد رنگ را نمایش دهد.
هر دوی آن‌ها یک اسکنر صوتی تصویری و تشخیص چهره به عنوان گزینه‌های امنیتی دارند. حسگر اثر انگشت نسبت به نسل قبلی در جای پایین‌تری قرار دارد.

#### دوربین
هر دو گوشی نسبت به نسل قبل در این بخش ارتقا داشته‌اند.
ارتقای اصلی در جزئیات است، که با همکاری هاسلبلاد، به‌ویژه در دوربین فوق پهن، توسعه‌یافته‌است. هم‌اکنون هر دو گوشی دارای دوربین‌های کاملاً گسترده و لنزهای اولترا واید هستند، که ۲۳ mm, 48, f ۱٫۸ و ۱۴ mm, 50 mm, f ۲٫۲ بسیار عریض هستند. حسگر واید باند ۱ ۱٫۴۳ "سونی imx۷۸۹" است و سنسور لنزهای اولترا واید یک "سونی imx۷۶۶" است.
۹ پرو دارای لنز ۷۷ mm، ۸ MP, f ۲٫۴۴ تله فوتو است که از یک سنسور مشابه با وان‌پلاس ۸ پرو استفاده می‌کند.

#### باتری
هر دو گوشی یک باتری لیتیوم پلیمری ۴۵۰۰ میلی‌آمپر ساعت دارند. که یک ارتقا نسبت به ۸ و پسرفت کمی برای ۸ پرو است. هر دو گوشی دارای شارژ سریع ۶۵ وات با کابل یواس‌بی سی هستند. برخلاف نسخه قبلی، در وان‌پلاس ۹ نسخه معمولی شارژ بی‌سیم سریع ۱۵ واتی را پشتیبانی می‌کند. نسخه پرو می‌تواند با شارژرهای بی‌سیم وان‌پلاس شارژ بی‌سیم ۵۰ وات را داشته باشد.

### نرم‌افزار
وان‌پلاس ۹ و ۹ پرو به‌طور پیش‌فرض با اکسیژن‌اواس ۱۱، بر پایه اندروید ۱۱ عرضه می‌شوند. پس از عرضهٔ این گوشی، بسیاری از کاربران مشکل داغ شدن گوشی به‌خصوص در هنگام اجرای برنامه دوربین را گزارش دادند. این مشکل با به‌روزرسانی‌های نرم‌افزاری برطرف شد.